# Phare avant de Tinicum Island

Le phare arrière de Tinicum Island (en anglais : Tinicum Island Range Front Light) est un phare servant de feu d'alignement arrière situé dans le comté de Gloucester, New Jersey.  Il marque la section Billingsport de Paulsboro, une zone du chenal dans le fleuve Delaware. Il fonctionne conjointement avec le phare arrière de Tinicum Island.

## Historique
Les phares d'alignement avant et arrière guident les marins qui, en alignant les deux feux et en gardant un feu au-dessus de l'autre, restent au centre du chenal et évitent Little Tinicum Island lorsqu'ils remontent. Les feux d'alignement de Tinicum Island ont été activés la veille du Nouvel An 1880. 
Le feu avant d'origine était une maison carrée en bois équipée d'une lentille de Fresnel de cinquième ordre. Le chenal s'étant déplacé, le feu a été installé sur une tourelle métallique à claire-voie proche du lieu d'origine.

## Description
Le phare actuel est une tour métallique à claire-voie de 11,5 m de haut, portant une balise automatique.
Son feu isophase émet, à une hauteur focale de 11,5 m, un éclat rouge d'une seconde par période de 2 secondes, jour et nuit. Sa portée n'est pas connue.

## Caractéristiques dufeu maritime
Fréquence : 2 secondes (R)
- Lumière : 1 seconde
- Obscurité : 1 seconde

Identifiant : ARLHS : USA-932 ; USCG : 2-3285  ; Admiralty : J1315.8 .

### Lien connexe
- Liste des phares du New Jersey